# .se
.se je národní doména nejvyššího řádu pro Švédsko. Doménu spravuje NIC-SE, ale registrace je možná pouze přes akreditované registrátory, těm se platí první platba, ostatní se platí NIC-SE. Doménu není možné předplatit na více let.
Je možné registrovat i domény se znaky å, ä, ö, ü, é, tzv. IDN.
Do 2. dubna 2003 byla pravidla pro registraci domén v .se velmi přísná. Registrovat doménu směly pouze celostátní podniky, přičemž název domény musel být podobný jménu firmy. Nebylo možné registrovat názvy produktů, ani v případě, že se jednalo o ochrannou známku. Soukromé osoby mohly registrovat pouze jedinou doménu třetí úrovně v subdoméně .pp.se (pp je zkratka pro soukromé osoby). Malé podniky mohly registrovat jen doménu třetí úrovně s koncovkou příslušnou kraji, ve kterém podnikaly. Tyto přísné podmínky způsobily popularitu alternativních domén nejvyššího řádu, především .com a překvapivě také .nu, která k tomuto účelu umožnila i využívání IDN.
Nová pravidla umožňují komukoli registraci libovolného počtu domén, omezení jsou jen mírná.

## Domény druhé úrovně
I s novými pravidly jsou domény druhé úrovně v .se stále aktivní.
- .písmeno kraje.se – podniky mohou registrovat domény podle kraje, ve kterém obchodují: .ab.se, .c.se, .d.se, .e.se, .f.se, .g.se, .h.se, .i.se, .k.se, .m.se, .n.se, .o.se, .s.se, .t.se, .u.se, .w.se, .x.se, .y.se, .z.se, .ac.se, .bd.se.
- .org.se – neziskové organizace
- .pp.se – fyzické osoby se švédským rodným číslem či přiděleným číslem
- .tm.se – švédské ochranné známky
- .parti.se – politické strany
- .press.se – pro periodické tiskoviny schválené švédským patentním a registračním úřadem (PRV)
- .mil.se – armáda